# キャメロンパーク (カリフォルニア州)
キャメロンパーク (Cameron Park) は、アメリカ合衆国カリフォルニア州のエルドラド郡にある国勢調査指定地域（CDP）。2000年国勢調査における人口は14,549人。キャメロンパークは、州都サクラメントから東へ50キロメートル、サウスレイクタホから西へ120キロメートル、シエラネバダ山脈のふもとの北カリフォルニア・ゴールドカントリーに位置する比較的新しい集落である。

## 歴史
キャメロンパーク周辺地域に元来住んでいた人々は、マイドゥ族のNiesnan系であった。今でもキャメロンパーク周辺のさまざまな場所で石器や古墳が見られ、過去に関する調査に役立てられている。
主な開発は、1950年代、ラリー・キャメロンが牧場経営の目的でふもとの土地5000エーカーを得たときに始まった。それ以来、土地は徐々に、牧場サイズの土地や中・高密度の住宅地を含んだ、様々な大きさの土地に分けられた。今日、キャメロンパークには大牧場、家族の住む住居、アパート、商店が混在している。

## 地理・気候
キャメロンパークは北緯38度40分35秒 西経120度59分22秒 / 北緯38.67639度 西経120.98944度に位置する。
アメリカ合衆国国勢調査局によると、CDPの総面積は19.2km²(7.4mi²)。そのうち19.1km²(7.4mi²)が陸地であり、0.2km²(0.1mi²)(0.94%)が水上である。
キャメロンパークやその周辺の丘には木々が繁茂している。主な植物は、レッドバッドの木、マンザニタの藪、グレーパイン、オークなどである。キャメロンパークの標高はおおよそ400メートルである。
一般的に夏は高温で乾燥している。しかし夜はサクラメント・バレーよりも低温となる。秋はカリフォルニア中において「夏の続き」となり、キャメロンパークも例外ではない。冬は一般的に低温・多雨であり、夜は氷点下まで気温が下がることもある。キャメロンパークでは数年に一度雪が舞うこともある。
キャメロンパークの土は粘土状で赤みが掛かっており、多くの種類の植物には不向きである。

## 人口統計
2000年国勢調査によると、CDP人口は14,549人、世帯数は5,537戸、家族数は4,147家族である。人口密度は763.2人/km²(1,975.8人/mi²)。住宅密度は299.2戸/km²(774.5戸/mi²)。人種は、白人が92.25%、黒人とアフリカ系アメリカ人が0.63%、ネイティブ・アメリカンが0.89%、アジア系が1.44%、太平洋諸島系が0.12%、その他の人種が1.88%、混血が2.80%である。ヒスパニックとラティノは全人口の6.70%。
5,537世帯のうち、18歳未満の子供を持つ世帯は59.9%、結婚相手が同居する世帯は10.9%、独身女性の世帯主は10.9%、家族を持たない世帯が25.1%。一人暮らし世帯は全体の19.2%、65歳以上の一人暮らし世帯は7.0%である。平均世帯人数は2.63人、平均家族員数は3.00人。
CDPの年齢構成は18歳未満が27.1%、18歳～24歳が7.3%、25歳～44歳が29.1%、45～64歳が24.3%、65歳以上が12.3%である。年齢中央値は38歳。男女比は、全体では女性100人に対して男性95.4人、18歳以上では女性100人に対し男性が91.7人である。
CDP内の世帯収入中央値は59,678ドル、家族収入中央値は66,279ドル。男性の収入中央値は51,002ドル、女性の収入中央値は34,897ドル。CDP内の一人当たりの収入は26,677どる。貧困線以下は全家族の3.7%、全人口の5.0%で、そのうち18歳未満は7.5%、65歳以上は1.3%である。

## 名物
キャメロンパークには、いくつかの商店街、チャンピオンシップゴルフ場・カントリークラブ、リクリエーション用の湖、キャメロンエアパーク団地がある。ユニークなエアパーク高級団地では、パイロットが家から飛行機を使って目的地へと通勤する。広い道路は家との間の誘導路と滑走路の役割を兼ね備えている。特大のガレージは個人の飛行機を収容するものである。
キャメロンパークはかつて、「サムの町」の本元として知られたことがあり、タホ湖へ行き来する多くの旅行者が休息を取った。レストランや複合娯楽施設は2002年に取り壊され、現在はショッピングセンターとなっている。